# Athatcha Rahongthong
Athatcha Rahongthong (thailändisch อธัชชา ระหงษ์ทอง; * 11. März 1997) ist ein thailändischer Fußballspieler.

## Karriere
Athatcha Rahongthong erlernte das Fußballspielen in der Jugendmannschaft des Erstligisten Bangkok United in der thailändischen Hauptstadt Bangkok. Nach der Jugend spielte er bis Ende 2017 in der zweiten Mannschaft des Erstligisten in der vierten Liga, der Thai League 4, in der Bangkok Region. 2018 wechselte er in die erste Mannschaft. Die Rückserie 2018 wurde er an den Ligakonkurrenten Ubon UMT United nach Ubon Ratchathani ausgeliehen. Am Ende der Saison belegte der Club den siebzehnten Tabellenplatz und musste somit den Weg in die zweite Liga antreten. Auf Leihbasis spielte er die Rückserie 2019 beim Zweitligisten Thai Honda FC. Nachdem der Zweitligist Ende 2019 bekannt gab, dass er sich aus der Liga zurückzieht, kehrte er nach der Ausleihe wieder zu Bangkok United zurück. Ende 2019 wurde sein Vertrag nicht verlängert. Von Anfang 2020 bis Ende Dezember 2020 war er vertrags- und vereinslos. Am 25. Dezember 2020 verpflichtete ihn der Zweitligist Lampang FC. Mit dem Verein aus Lampang spielte er sechsmal in der zweiten Liga. Zu Beginn der Saison 2021/22 wechselte er zum Drittligisten Udon United FC. Mit dem Klub aus Udon Thani spielte er in der North/Eastern Region der dritten Liga. Im Sommer verpflichtete ihn der in der Western Region spielende Dragon Pathumwan Kanchanaburi FC. Am 15. Juni 2024 stand er mit Kanchanaburi im Finale des FA Cup. Das Spiel gegen den Erstligisten Bangkok United verlor man nach Elfmeterschießen. Nach 50 Ligaspielen wechselte er im Juli 2024 zum ebenfalls in der zweiten Liga spielenden Lampang FC. Hier bestritt er in der Hinrunde fünf Ligaspiele. Zur Rückrunde wechselte er im Januar 2025 zu seinem ehemaligen Verein Udon United FC.

## Erfolge
Dragon Pathumwan Kanchanaburi FC
- Thailändischer Pokalfinalist: 2023/24